# Solenopsis tipuna
Solenopsis tipuna é uma espécie de formiga do gênero Solenopsis, pertencente à subfamília Myrmicinae.